# Doorsteps
Doorsteps è un film muto del 1916 interpretato e diretto da Henry Edwards. Basato su un lavoro teatrale del regista, fu sceneggiato da Laurence Trimble. La protagonista femminile è Florence Turner, anche produttrice del film.

## Trama
Una sguattera aiuta un drammaturgo povero in canna, diventa attrice e poi lo salva quando lui viene aggredito da un galeotto impazzito.

## Produzione
Il film fu prodotto dalla Florence Turner Productions.

## Distribuzione
Distribuito dalla Hepworth, uscì nelle sale cinematografiche britanniche nel marzo 1916.